# Helsingfors metro
Helsingfors metro (finska: Helsingin metro) är ett 43 kilometer långt tunnelbanesystem som betjänar Helsingfors med förorter och grannkommunen Esbo. Antalet stationer är 30, varav 21 är under och nio ovan jord. Metron är världens nordligaste och det enda tunnelbanesystemet i Finland. Det finns två linjer, Hagalund–Mellungsbacka och Stensvik–Nordsjö. Den största och mest trafikerade stationen är Järnvägstorget inne i centrala Helsingfors.
Metron öppnades år 1982 mellan Järnvägstorget och Östra centrum och 1989 blev Mellungsbackagrenen klar. 1998 öppnades grenen till Nordsjö och 2017 öppnades åtta nya stationer i väster. En ytterligare förlängning västerut till Stensvik med fem nya stationer togs i bruk 2022.  
Helsingfors metro drivs av Huvudstadsregionens Stadstrafik. Med Helsingfors metro reser omkring 92 miljoner passagerare per år.

## Historia

### 1955–1967: Planer på lätt spårtrafik

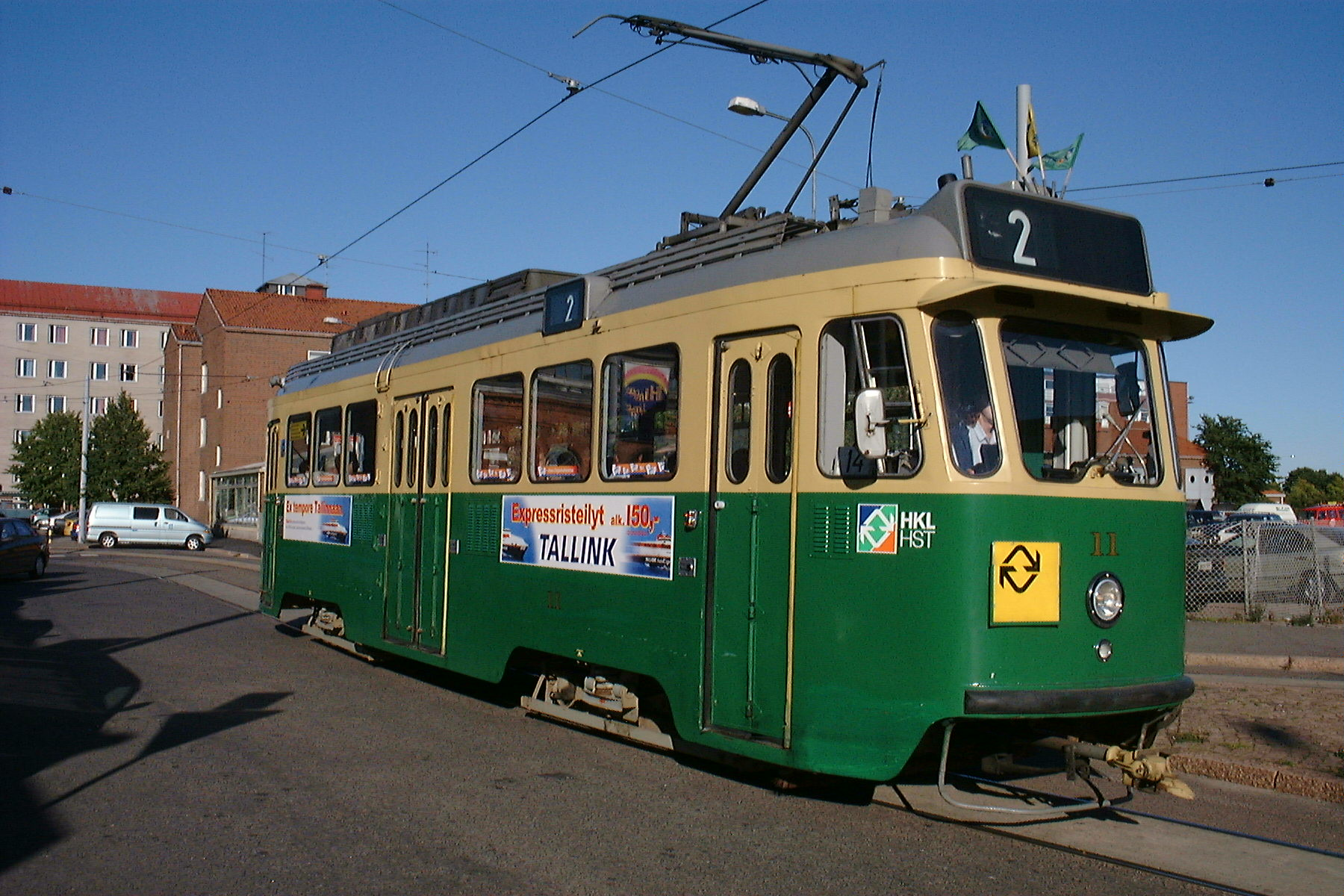
Karia HM V-spårvagnarna byggdes 1959 så att de också kunde användas på en eventuell lättmetrobana.

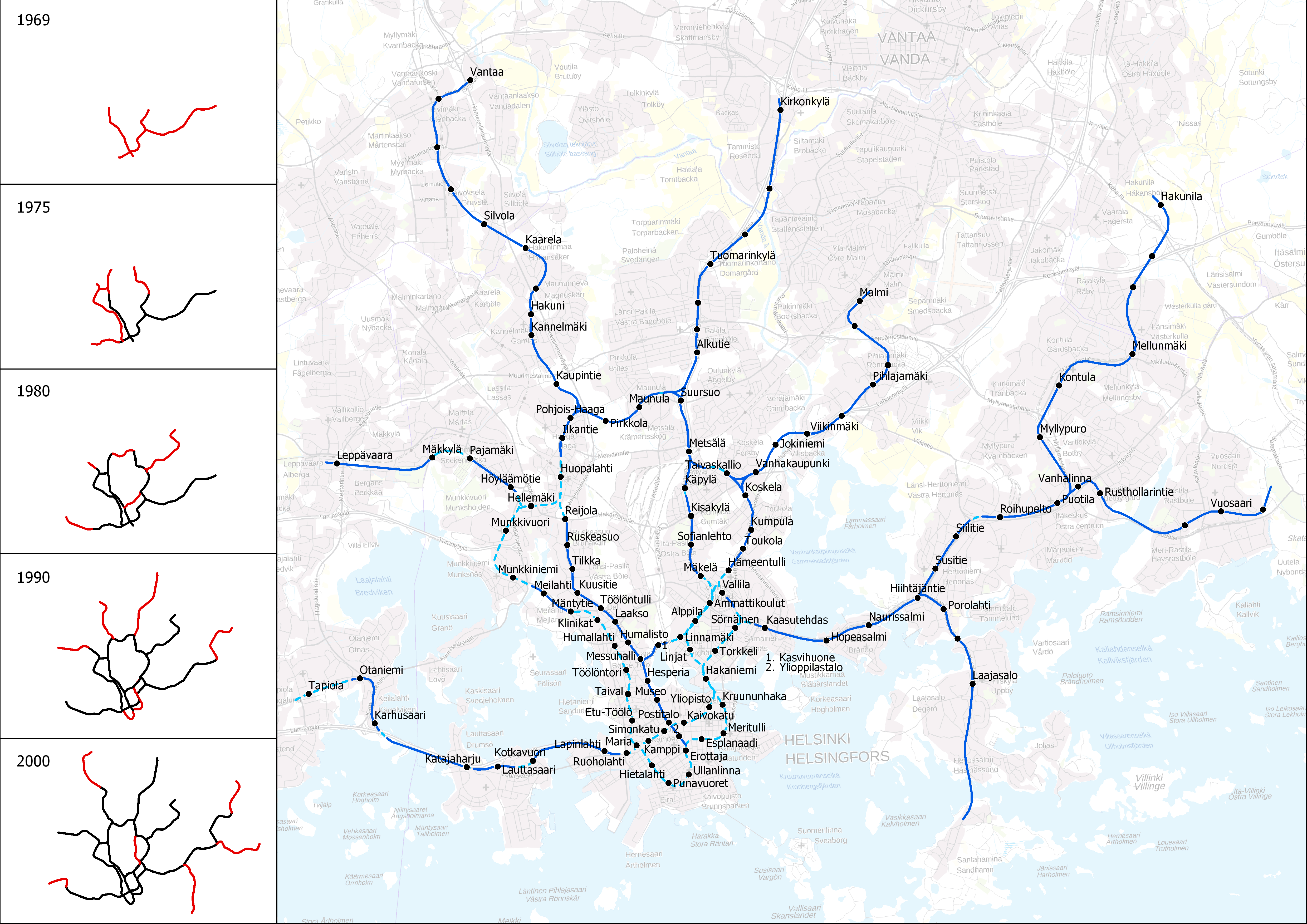
Metrokommissionens förslag till ett metrosystem för Helsingfors 1963. Mörkblå = bana på markytan, ljusblå = bana i tunnel. Till vänster: föreslagna utbyggnadsskeden. Baskarta från 2018.

Den första motionen om att bygga ett tunnelbanesystem i Helsingfors gjordes i september 1955, även om det funnits flera planer på en urban järnväg i tunnel också under de fem föregående årtiondena. Kommittén för planläggning av förstadstrafiken (finska: Esikaupunkiliikenteen suunnittelukomitea) bildades i slutet av 1955 och leddes av Reino Castrén. Kommittén skulle sätta sig in i frågan om det verkligen behövdes kollektivtrafik i tunnel i Helsingfors. Efter nästan fyra års arbete presenterade kommittén sitt resultat för stadsfullmäktige. Resultatet var klart: Helsingfors behövde ett metrosystem med spår som är separerade från övrig trafik. Detta var första gången termen "metro" användes för att beskriva systemet. Ännu då hade kommittén inte kommit fram till hurdana vagnar som skulle användas i metron: spårvagnar, tyngre vagnar, bussar eller trådbussar fanns som alternativ. Stadsfullmäktiges reaktion på utredningen var rätt likgiltig och flera ledamöter uttalade sig i pressen att de inte förstod någonting av Castréns presentation.
Trots det oentusiastiska mottagandet ombads Castréns kommitté fortsätta arbetet, nu under namnet Metrokommittén, dock med mycket små budgetmedel. På våren 1963 presenterade kommittén ett förslag på ett metrosystem för Helsingfors. Tekniskt var förslaget mycket avvikande från det system som senare kom att byggas. I förslaget planerades metron som ett lätt spårtrafiksystem i tunnlar som skulle ligga som djupast 14 meter under markytan (jämfört med 30 meter för det nuvarande systemet) med stationer med kortare intervall (till exempel planerades 10 stationer mellan Sörnäs och Gräsviken, jämfört med dagens sex stationer). Castréns kommitté föreslog att systemet skulle byggas i fem etapper, med den första etappen i bruk 1969 och den sista år 2000, då systemet skulle ha en längd på 86,5 kilometer med 108 stationer. Efter långa diskussioner ratades detta förslag som för dyrt. 1964 bad staden experter från Hamburg, Stockholm och Köpenhamn utvärdera metroförslaget. Deras åsikt var enhällig: en metro behövdes och den första sektionen borde byggas före 1970.
Trots att inget officiellt byggbeslut någonsin togs för att bygga en metro enligt Castréns förslag gjordes flera förberedelser för ett lätt spårsystem under 1950- och 1960-talen, bland annat egna filer på Brändö bro och Rovholms bro, och plats för en metrostation i 1964 års utvidgning av Munkshöjdens köpcentrum. Spårvagnarna RM 1, HM V och RM 3 byggdes för Helsingfors spårvägar i slutet av 1950-talet, men de utrustades så att de också kunde användas på en eventuell lätt metrobana.

### 1967–1969: Planer på tung spårtrafik

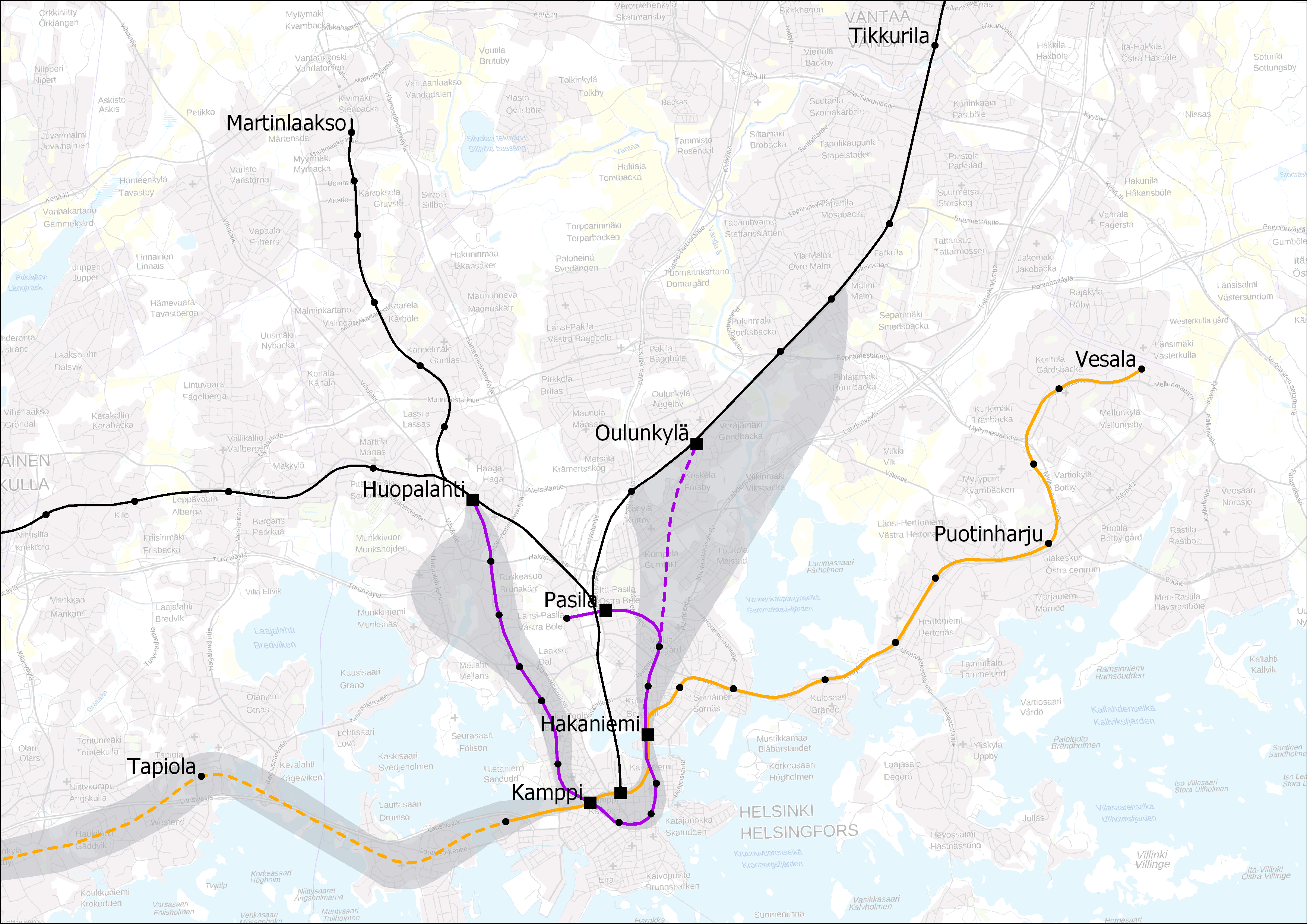
Metrobyråns förslag 1971 på spårtrafikens basnätverk i Helsingfors. Orange = första metrolinjen, violett = U-metron, svart = järnvägar, streckad linje = reservationer, grått område = undersökningsområde. Baskarta från 2018.

I slutet av 1967 åkte Reino Castrén till Calcutta, dit han hade inbjudits som expert på kollektivtrafik. Före avfärden meddelade Castrén att han ämnade återvända till Helsingfors efter ett halvt år och fortsätta sitt arbete som ledare för metrokommittén. Under Castréns frånvaro utnämndes Unto Valtanen till ledare för kommittén. När Castrén återvände hade Valtanens tjänst tillsatts permanent. Då Valtanen utsågs meddelade han de övriga medlemmarna i kommittén att planerna som gjorts under Castréns ledarskap var gammalmodiga och att metron nu skulle planeras som tung spårtrafik med tunnlar som borras djupt in i berggrunden. Efter två års planering presenterade den Valtanen-ledda kommittén ett första förslag på en metrolinje från Kampen till Botby öster om centrum. Förslaget godkändes under dygnets tidiga timmar 8 maj 1969 efter flera timmars debatt i stadsfullmäktige. Den första linjen skulle tas i bruk 1977.

### 1969–1982: Byggskede

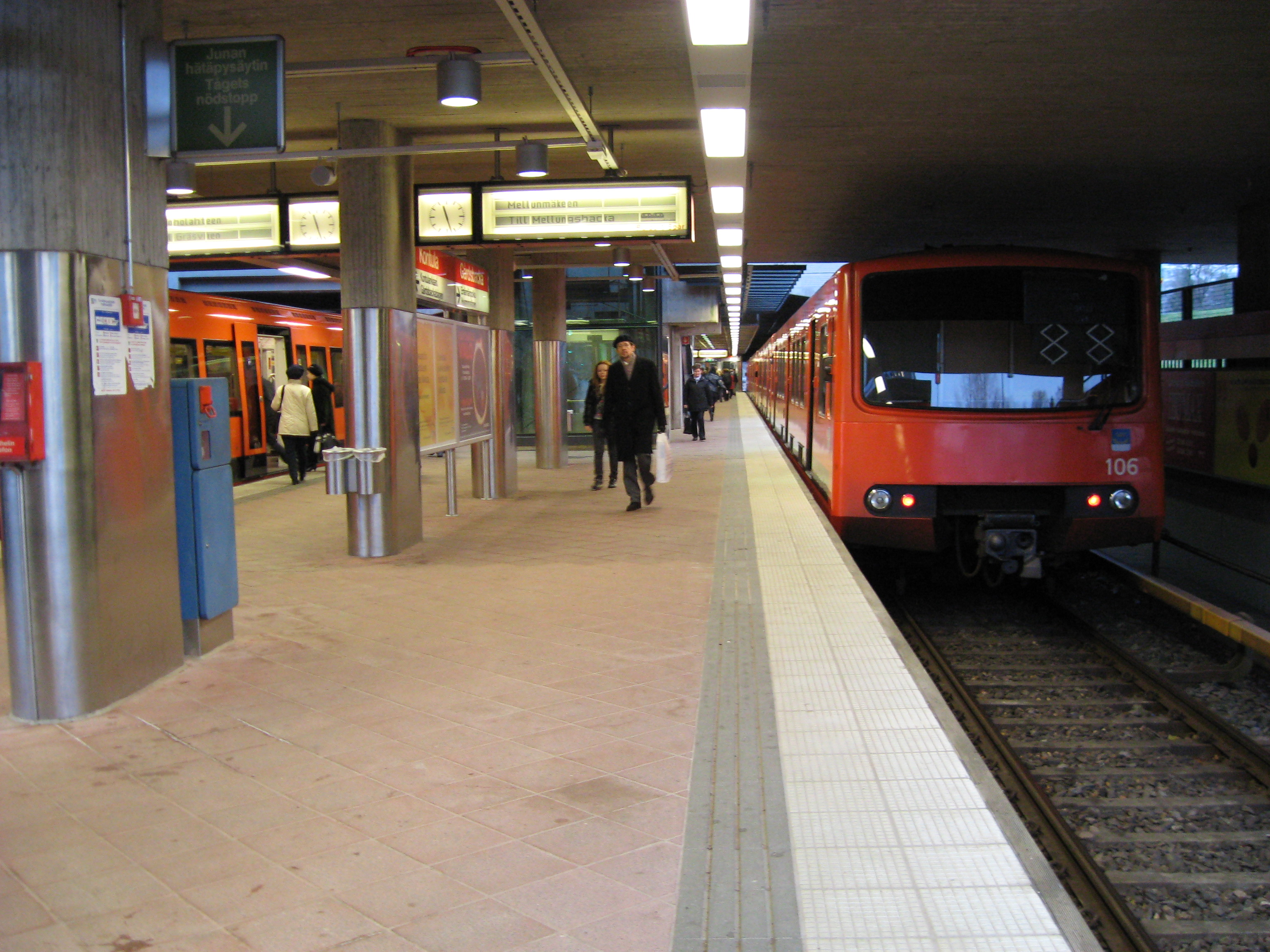
En av M100-seriens prototyper, nummer 106, vid Gårdsbacka metrostation.

Byggandet av en 2,8 kilometer lång testbana mellan depån i Kasåker och Hertonäs påbörjades 1969 och blev klar 1971. De första tågprototyperna, vagnarna M1 och M2, anlände från Valmets fabrik i Tammerfors 10 november 1971, med ytterligare enheter (M3–M6) under följande år. Vagn M1 brann upp på metrodepån 1973.
Schaktandet av tunnlarna under centrala Helsingfors påbörjades i juni 1971. Största delen av tunnelarbetet hade slutförts 1976, förutom vid förkastningen i Gloet (finska: Kluuvin ruhje). Förkastningen, som bestod av lera och stenar mitt i berggrunden, upptäcktes under schaktningen. För att bygga tunneln genom förkastningen användes en ovanlig metod: marken frystes ner genom att lägga rör fyllda med Freon 22 genom leran. Den frysta leran kunde sedan försiktigt sprängas bort och gjutjärnsrör installerades för att skapa en hållbar tunnel. Byggandet av de första stationerna, Brändö och Hagnäs, inleddes 1974. Brändö station blev klar 1976, men arbetet med de övriga stationerna drog ut på tiden. Liksom andra underjordiska utrymmen i Helsingfors, planerades metrostationerna så att de också kan användas som skyddsrum.
Sommaren 1976 skrev stadsdirektor Teuvo Aura under ett kontrakt med Valmet och Strömberg om leveransen av de metrotåg som behövdes för metron. Genom detta förbigick Aura stadsfullmäktige helt och hållet, enligt uppgifter för att han var rädd att fullmäktige skulle ha beställt vagnarna av tillverkare i Sovjetunionen i stället. Vid denna tidpunkt hade likströmsteknologin i M1-serien blivit gammalmodig. År 1977 levererades prototypen för tågserien M100. I dessa tåg omvandlades likströmmen från strömskenan till växelström för att driva motorerna. M100-tågen var de första i världen att använda denna teknologi.
Auras förbigående av stadsfullmäktige vid beställningen av metrotåg var inte det enda ifrågasatta agerandet i metrobygget. Den 3 juni 1982, två dagar efter att metron öppnats för provisorisk trafik, inleddes en förundersökning om Unto Valtanen tagit emot mutor. Flera av metrokommitténs medlemmar och andra personer i Helsingfors stads ledning anklagades för att ha tagit emot mutor. Slutligen förföll åtalen mot alla andra förutom Valtanen, eftersom brotten hade preskriberats. År 1987 dömdes Valtanen till en ovillkorlig fängelsedom för att ha tagit mutor av Siemens.

### 1982: ibruktagande

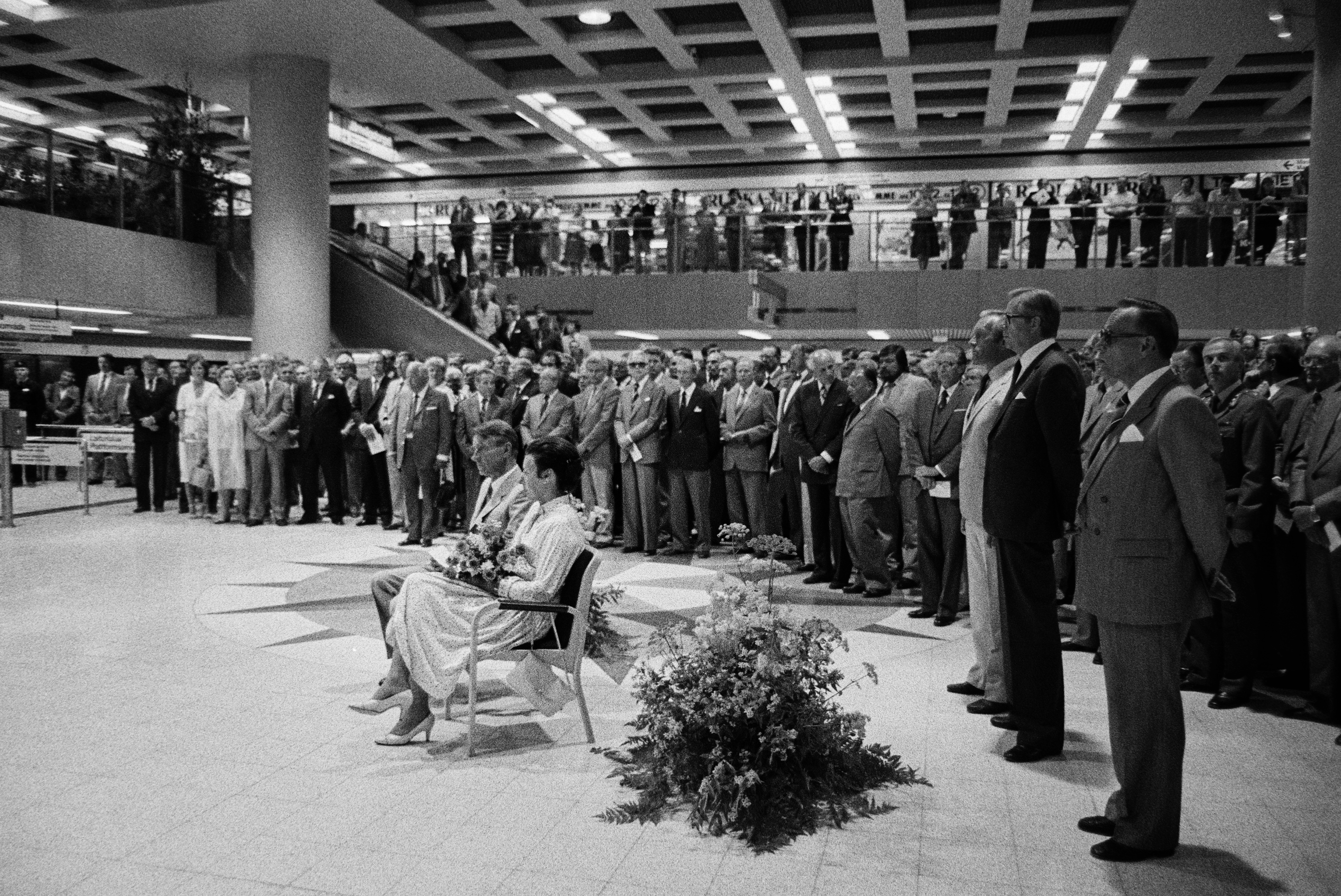
Metrons öppningsceremon hölls vid Järnvägstorget den 2 augusti 1982. Presidentparet Mauno och Tellervo Koivisto sitter på hedersplats. Bakom dem från höger: Helsingfors stadsfullmäktiges ordförande Harri Holkeri, Helsingfors överborgmästare Raimo Ilaskivi samt metrons verkställande direktör Unto Valtanen. Publiken samlad för att åhöra Metrokommitténs ordförande Olavi Dahls tal.

1 juni 1982 inleddes testkörningar med passagerartrafik. Tågen körde passagerare mellan Östra centrum och Hagnäs under morgonens och eftermiddagens rusning. 1 juli förlängdes testtrafiken till Järnvägstorget. President Mauno Koivisto invigde metron officiellt 2 augusti 1982 – 27 år efter att stadsfullmäktige hade antagit den första motionen om byggandet av ett metrosystem.
Invånarna i östra Helsingfors var inte genast förtjusta i det nya transportalternativet, då de direkta busslinjerna till centrum hade blivit matarlinjer till metrostationerna. Sex månader efter metrons öppnande krävde 11 000 invånare i en adress att de direkta busslinjerna skulle återupptas. Tidtabellerna för matartrafiken justerades och motståndet mot metron dog ut.
1 mars 1983 förlängdes metron en station västerut till Kampen. Sörnäs station togs i bruk mellan Hagnäs och Brändö 1 september 1984.

### 1986–1989: Mellungsbackagrenen
Metron förlängdes österut i slutet på 1980-talet. Kvarnbäckens och Gårdsbacka stationer togs i bruk 1986 och Mellungsbacka 1989.

### 1990-talet: Gräsviken och Kajsaniemi
Förlängningen av metron västerut inleddes 1987 genom tunnelschaktning från Kampen till Gräsviken. Gräsvikens station togs i bruk 16 augusti 1993.
En annan ny station, Kajsaniemi, mellan Järnvägstorget och Hagnäs, öppnade 1 mars 1995. Denna station fanns med i planerna redan 1971 och stationen hade schaktats fram i samband med den ursprungliga tunnelschaktningen, men slutförandet hade skjutits fram på grund av avsaknad finansiering.

### 1998: Nordsjögrenen
Efter fyra års byggnadsarbete öppnade grenen från Östra centrum till Nordsjö den 31 augusti 1998 med tre nya stationer.

### 2007: Fiskehamnen
1 januari 2007 togs Fiskehamnens station i bruk mellan Sörnäs och Brändö. Den betjänar det nya bostadsområden Fiskehamnen på före detta Sörnäs hamns område.

### 2006–2022: Västmetron
Projektet Västmetron handlade om att förlänga metron västerut från Gräsviken. Det första skedet omfattade sträckan Gräsviken–Mattby, och öppnade 2017. Det andra skedet från Mattby till Stensvik togs i bruk 2022. 
Västmetron har figurerat i planerna sedan 1950-talet, men Esbo stad har inte varit allt för intresserad. Esbo är Finlands näst största stad och Västerleden, som går parallellt med den planerade metrolinjen, lider av allt svårare trafikproblem på grund av att motorvägen mynnar ut i gatunätet i Helsingfors centrum.
På 1990-talet var staten och Helsingfors stad villiga att finansiera sin andel av projektet, men Esbo motsatte sig fortfarande utbyggnaden och hänvisade till priset, 390 miljoner euro, och ansåg att en metro inte passade som transportmedel för stadens egnahemshusområden. Staten lovade betala 30 procent av kostnaderna medan Esbo stad krävde 70 procent.
År 1997 tog Helsingfors stad åter upp projektet med Esbo. I december 1998 beslöt Esbo stadsfullmäktige rekommendera att metron endast byggs till Hagalund och utelämna den planerade förlängningen till Mattby och Stensvik. Beslutet ändrades i februari 1999 då fullmäktige med röstsiffrorna 48–18 beslöt att metron kunde byggas till Mattby.
Fler politiska fejder blossade upp då man utarbetade Huvudstadsregionens trafikplan PLJ 2002, där Västmetron prioriterades framom Esbo stadsbana. Till sist kom man överens om formuleringen ”Södra Esbos spårförbindelse” för att undvika ordet metro och tillåta andra alternativ, såsom en snabbspårväg. Båda projekten, metron/spårförbindelsen och stadsbanan, blev likvärdiga i PLJ 2002 och planerades till åren 2010–2020.
Enligt en enkät i Helsingin Sanomat i slutet av år 2005 stödde 70 procent av Esboborna och 90 procent av Helsingforsborna en utbyggnad. Den 26 september 2006 röstade Esbo stadsfullmäktige för att bygga Västmetron till Mattby med röstsiffrorna 45–19 och baserade beslutet på den miljökonsekvensbedömning som gjorts. Samtidigt ställde stadsfullmäktige krav på både staten och Helsingfors stad gällande finansieringen och andra trafikprojekt i regionen.

### Banans utbredning
- 1971: Hertonäs–Kasåker (testbana)
- 1 juni 1982: Hagnäs–Östra centrum (i rusningstid)
- 1 juli 1982: Järnvägstorget–Östra centrum (i rusningstid)
- 2 augusti 1982: Officiell invigning
- 1 maj 1983: Järnvägstorget–Kampen
- 1 september 1984: Sörnäs metrostation öppnas
- 21 oktober 1986: Östra centrum–Gårdsbacka
- 1 september 1989: Gårdsbacka–Mellungsbacka
- 2 augusti 1993: Kampen–Gräsviken
- 1 maj 1995:  Kajsaniemi metrostation öppnas
- 31 augusti 1998: Östra centrum–Nordsjö
- 2 juni 2005: Kampens nya östra ingång öppnas
- 1 januari 2007: Fiskehamnens metrostation öppnas
- 18 november 2017: Gräsviken–Mattby
- 3 december 2022: Mattby–Stensvik

### Oanvända stationer
Utöver de metrostationer som är i bruk har några stationsreserveringar byggts med tanke på framtida utveckling.

#### Kampen
Den nuvarande metrostationen i Kampen ligger i öst–västlig riktning. En andra station schaktades fram samtidigt som den nuvarande stationen byggdes på 1970-talet med tanke på den så kallade U-linjen. Denna station ligger i nord–sydlig riktning under den nuvarande stationen. Stationen saknar spår och perronger, men banvallen har byggts.

#### Hagnäs
Två stationshallar har byggts i Hagnäs. Den andra hallen används för tillfället som lager, men byggdes med tanke på den planerade U-linjen. Enligt de senaste planerna kan denna station utnyttjas av den planerade Centrumslingan.

#### Munkshöjden
De som planerade Finlands första köpcentrum i Munkshöjden var mycket entusiastiska över metroplanerna i Helsingfors. I köpcentrets utvidgning från 1964 förbereddes plats för en metrostation för den lättmetro som då planerades. I biljetthallen finns i dagsläget affärer och under biljetthallen finns själva stationen som endast sprängdes ut i berget, men aldrig inreddes.

#### Järnvägstorget
Då Stationstunneln byggdes på 1960-talet förberedde man för de dåvarande planerna på en lättmetro som skulle gå nära markytan, och byggde för säkerhets skull ett utrymme för en metrostation. Eftersom metron senare byggdes mycket djupare ner i marken behövdes stationen aldrig, men den kom senare att användas som squashhall.

#### Böle
När köpcentret Tripla började byggas i Mellersta Böle 2014 byggdes en metrotunnel under köpcentret för Böle station på den planerade Tölömetron. Detta motiverades med att det skulle vara mycket svårare att bygga tunneln efter att köpcentret byggts, eftersom platsen är en förkastning i berggrunden fylld av lera. Utrymmet används av köpcentret tills metrolinjen eventuellt tas i bruk.

## Linjer och stationer
|  |  | Unknown BSicon "LSTR" |

| Unknown BSicon "utSTRa" |  | Urban straight track |

| Urban tunnel station on track |  | Urban straight track |

| Unknown BSicon "utSTRe" |  | Urban station on track |

| Urban station on track |  | Urban straight track |

| Urban straight track |  | Urban station on track |

| Urban straight track |  | Unknown BSicon "uhKRZWae" |

| Unknown BSicon "uSBRÜCKE" |  | Unknown BSicon "utSTRa" |

| Urban station on track |  | Urban tunnel straight track |

| Unknown BSicon "utSTRa" |  | Urban tunnel station on track |

| Unknown BSicon "utKRWl" | Unknown BSicon "utKRW+lr" | Unknown BSicon "utKRWr" |

| Urban tunnel station on track |

| Unknown BSicon "utSTRe" |

| Unknown BSicon "uSTR+l" | Urban straight with junctions to and from right |  |

| Urban non-passenger station/depot on track | Unknown BSicon "uSBRÜCKE" |  |

|  | Urban station on track |

|  | Unknown BSicon "utSTRa" |

| Urban tunnel station on track |

| Unknown BSicon "utSTRe" |

| Urban station on track |

| Unknown BSicon "uhKRZWae" |

| Urban station on track |

| Unknown BSicon "utSTRa" |

| Urban railway | Urban tunnel station on track |  |

| Urban railway | Urban tunnel station on track |  |

| Urban railway | Urban tunnel station on track |  |

| Urban railway | Urban tunnel station on track |  |

| Urban railway | Urban tunnel station on track |  |

| Unknown BSicon "utENDEaq" | Unknown BSicon "utABZgr" |  |

| Urban railway | Urban tunnel station on track |  |

|  | Urban tunnel station on track |

|  | Urban tunnel station on track |

|  | Urban tunnel station on track |

|  | Urban tunnel station on track |

|  | Urban tunnel station on track |

|  | Urban tunnel station on track |

|  | Urban tunnel station on track |

|  | Urban tunnel station on track |

|  | Urban tunnel station on track |

|  | Urban tunnel station on track |

|  | Urban tunnel station on track |

|  | Urban tunnel station on track |

| Unknown BSicon "utKDSTaq" | Unknown BSicon "utABZg+r" |  |

|  | Urban tunnel station on track |

|  | Urban tunnel track end end |

|  |  | Unknown BSicon "LSTR" |

| Unknown BSicon "utSTRa" |  | Urban straight track |

| Urban tunnel station on track |  | Urban straight track |

| Unknown BSicon "utSTRe" |  | Urban station on track |

| Urban station on track |  | Urban straight track |

| Urban straight track |  | Urban station on track |

| Urban straight track |  | Unknown BSicon "uhKRZWae" |

| Unknown BSicon "uSBRÜCKE" |  | Unknown BSicon "utSTRa" |

| Urban station on track |  | Urban tunnel straight track |

| Unknown BSicon "utSTRa" |  | Urban tunnel station on track |

| Unknown BSicon "utKRWl" | Unknown BSicon "utKRW+lr" | Unknown BSicon "utKRWr" |

| Urban tunnel station on track |

| Unknown BSicon "utSTRe" |

| Unknown BSicon "uSTR+l" | Urban straight with junctions to and from right |  |

| Urban non-passenger station/depot on track | Unknown BSicon "uSBRÜCKE" |  |

|  | Urban station on track |

|  | Unknown BSicon "utSTRa" |

| Urban tunnel station on track |

| Unknown BSicon "utSTRe" |

| Urban station on track |

| Unknown BSicon "uhKRZWae" |

| Urban station on track |

| Unknown BSicon "utSTRa" |

| Urban railway | Urban tunnel station on track |  |

| Urban railway | Urban tunnel station on track |  |

| Urban railway | Urban tunnel station on track |  |

| Urban railway | Urban tunnel station on track |  |

| Urban railway | Urban tunnel station on track |  |

| Unknown BSicon "utENDEaq" | Unknown BSicon "utABZgr" |  |

| Urban railway | Urban tunnel station on track |  |

|  | Urban tunnel station on track |

|  | Urban tunnel station on track |

|  | Urban tunnel station on track |

|  | Urban tunnel station on track |

|  | Urban tunnel station on track |

|  | Urban tunnel station on track |

|  | Urban tunnel station on track |

|  | Urban tunnel station on track |

|  | Urban tunnel station on track |

|  | Urban tunnel station on track |

|  | Urban tunnel station on track |

|  | Urban tunnel station on track |

| Unknown BSicon "utKDSTaq" | Unknown BSicon "utABZg+r" |  |

|  | Urban tunnel station on track |

|  | Urban tunnel track end end |

### Linjerna
Helsingfors metro består av två linjer: M1 Stensvik–Nordsjö och M2 Hagalund–Mellungsbacka. Turtätheten är 5 minuter per linje, det vill säga 2,5 minuter för de stationer som trafikeras av båda linjerna.

### Stationer
Metron har 30 stationer, nio ovan och 21 under jord.
De stationer som hade flest resenärer per dag år 2018:
| Station        | Resenärer per dag |
| -------------- | ----------------- |
| Järnvägstorget | 76 500            |
| Sörnäs         | 56 000            |
| Östra Centrum  | 40 600            |
| Kampen         | 39 000            |
| Hertonäs       | 34 500            |
| Gräsviken      | 32 500            |
| Mattby         | 30 500            |
| Hagnäs         | 28 100            |
| Nordsjö        | 26 800            |
| Drumsö         | 24 500            |

#### Anslutande trafikslag
Från alla stationer inne i centrala Helsingfors avgår flera olika spårvägslinjer, och från alla metrons stationer avgår lokalbussar.
Metron har två stationer som ligger i ett resecentrum, dessa är Järnvägstorget och Kampen. Ovanför Järnvägstorget befinner sig Helsingfors centralstation, med 200 000 resenärer per dag. Dessutom avgår alla pendeltåg härifrån, bland annat till Helsingfors-Vanda. Kampen är ett stort köpcentrum och resecentrum, här finns Helsingfors busstation, som man har förbindelse med direkt från plattformen, och även en terminal för bussarna till Esbo.

### Passagerarinformation

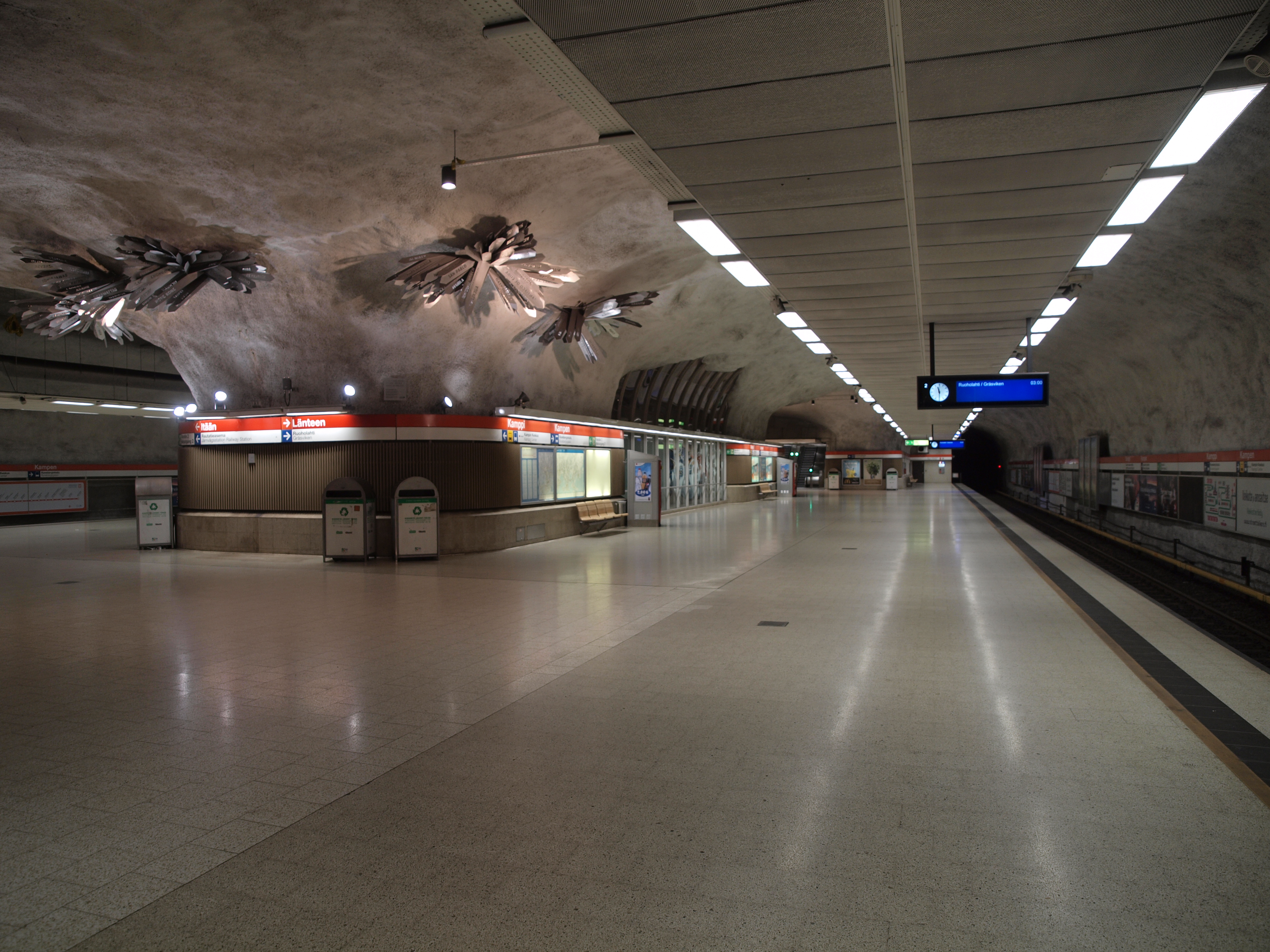
Kampens metrostation i centrala Helsingfors.

På tågen informeras passagerna om vilken nästa station är genom utrop och elektronisk skyltning. På stationens väggar står det också vilken station man är på. I vagnarna och på stationerna finns det linjekartor, och på stationerna har man märkt ut vilken station man befinner sig på med en röd boll, och metrons färdriktning visas med en pil.
På stationerna finns det elektroniska infotavlor som informerar om tågets ändstation och hur många minuter som är kvar till tågets avgång från stationen. Tågets avgångstid visas i realtid och baseras på var tåget befinner sig. Vid ingångarna finns LED-tavlor där man kan se följande avgångar, destinationer och hur lång tid det är kvar till dem.
I Östra Centrums station ropas avgångarna ut i högtalare på grund av att det finns ett synskadecenter i närheten, det avgår tåg till olika destinationer på samma perrong och stationen har tre spår.
I tågen meddelar man följande stations namn på finska och svenska, men före Järnvägstorget och Helsingfors Universitet meddelar man även på engelska (Central Railway Station) och (University of Helsinki).
I tågen meddelas man även om vart tåget fortsätter. T.ex. om tåget fortsätter till Mellungsbacka meddelas det, och då kan resenärerna som ska till Nordsjö byta tåg vid t.ex. Östra Centrum. Det står även på tågen vart de ska.

## Framtiden

### Östmetron

Östmetron.

Efter att Helsingfors stad annekterade delar av Sibbo och en kil av Vanda i början av 2009 finns det planer på att bygga ut metrolinjen från Mellungsbacka till Majvik via de annekterade områdena i Östersundom. Sex stationer planeras på sträckan, varav fem eventuellt är Västersundom, Sundberg, Gumböle, Östersundom och Majvik. Olika miljöorganisationer har motsatt sig projektet eftersom det skulle bryta förbindelsen mellan havet och Sibbo Storskogs Nationalpark och man tvistar om den slutliga dragningen och placeringen av stationerna.
En snabbspårväg har presenterats som ett alternativ, man skulle för samma pris kunna bygga en spårvägslinje runt Helsingfors som det skulle kosta att förlänga tunnelbanan från Mellungsbacka–Majvik. Enligt vem?

### En ny metrolinje
Helsingfors har reserverat plats för en ny metrolinje från Sandhamn och Degerö via Skatudden, Kampen och Tölö till Böle, med en eventuell förlängning till Helsingfors-Vanda flygplats och Vik. Inga beslut har tagits, men en del av sträckorna har utretts närmare, speciellt sträckan mellan Kampen och Böle. Dessutom har man sprängt utrymme för en ny metrostation i Böle. Inom den närmaste framtiden kommer kollektivtrafiken från centrum till Degerö inte att skötas av tunnelbana, utan av en spårväg.
| Stationerna        |   |                                                              |
| ------------------ | - | ------------------------------------------------------------ |
|                    | ↑ | Fortsätter troligtvis till Helsingfors-Vanda och Vik         |
| Böle               | ● |                                                              |
| Mejlans            | ● |                                                              |
| Olympiastadion     | ● |                                                              |
| Tölö               | ● |                                                              |
| Kampen             | ● | Byte till Hagalund/Stensvik - Mellungsbacka/Nordsjö linjerna |
| Esplanaden         | ● |                                                              |
| Salutorget         | ● |                                                              |
| Skatudden          | ● |                                                              |
| Kronobergsstranden | ● |                                                              |
| Degerö             | ● |                                                              |
| Gunillavägen       | ● |                                                              |
| Sandhamn           | ● |                                                              |

## Tåg och teknik

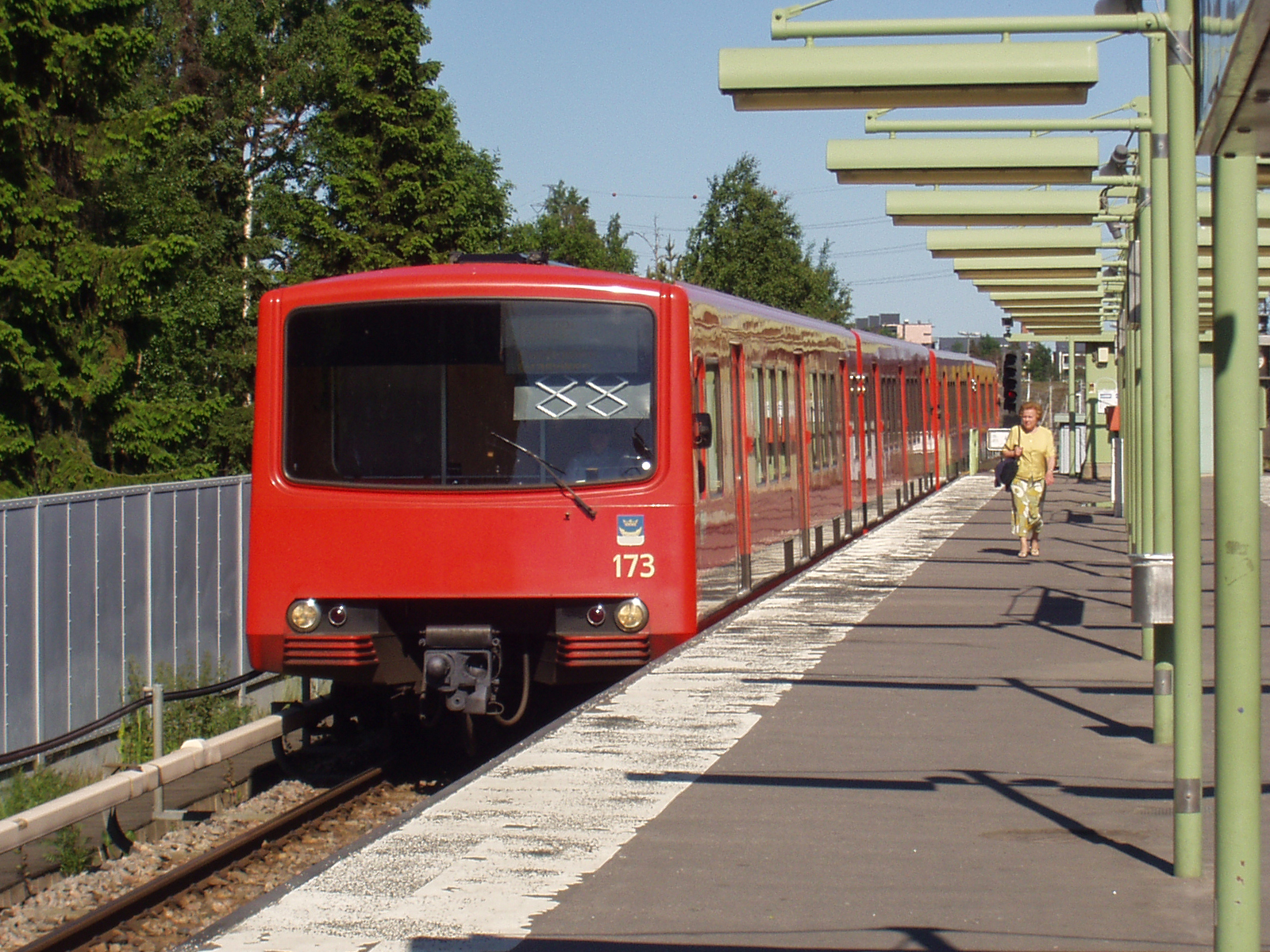
M100-tunnelbanevagn vid Brändö metrostation.

Helsingfors metro körs av tre slags tåg. De är typerna M100, M200 och M300, och de kör i 70–80 km/h. Tågen är orangeröda.

## Övrigt
- Helsingfors metro är världens nordligaste tunnelbana. Den nordligaste stationen är Mellungsbacka (60°14′N 25°7′Ö / 60.233°N 25.117°Ö), och den ligger 20 km norr om världens näst nordligaste tunnelbana (Sankt Petersburgs tunnelbana, (60°4′N 30°21′Ö / 60.067°N 30.350°Ö), och 30 km norr om Oslos tunnelbana (59°58′N 10°39′Ö / 59.967°N 10.650°Ö). Stockholms tunnelbana ligger 90 km längre söderut (Akalla, 59°25′N 17°55′Ö / 59.417°N 17.917°Ö).
- Vandaforsbanan var ursprungligen tänkt som en del av Helsingfors metronätverk.
- Stationen Kajsaniemi meddelades år 1990 via högtalare på finska och svenska som ”Kaisaniemi, Kajsaniemi”, men det förlöjligades i pressen och senare meddelades stationens namn med ett enda uttal på finska och samtidigt på svenska. (Stationen heter nu Helsingfors universitet.)
- Bomfunk MCs musikvideo Freestyler, där en pojke upptäcker att han kan pausa, snabbspola och ta om hela verkligheten med hjälp av sin freestyle som fjärrkontroll, utspelar sig helt i Helsingfors metro, på Hagnäs station.